# Конотопска битка
Конотопската битка е едно от сраженията по време на Руско-полската война от 1654 – 1667 г., което се състои на 28 юни (8 юли) 1659 г. край град Конотоп в днешна Украйна. Руската армия на княз Алексей Трубецкой, която обсажда крепостта, противостои на пристигналите войски на коалицията, организирана от ориентирания към Жечпосполита хетман Иван Виховски. Коалицията включва кримски татари, които съставляват основната ударна сила, лоялни на Виховски казаци, полски отряди и наемници от различни страни. Изпратената срещу тази армия дворянска кавалерия на князете Пожарски и Лвов и отряда казаци на хетман Иван Беспалий, попадайки в засада, са победени, след което на основните сили на Трубецкой се налага да вдигнат обсадата на града и да се оттеглят към Путивъл. Изходът от битката обаче не укрепява позициите на Виховски в продължаващата гражданска война в Запорожката войска и не попречва на свалянето му.

## Предистория
След Переяславската рада през 1654 г. Хетманата преминава под протектората на даника на Кримския хан - княз Алексей Романов, като същевременно запазва самостоятелност и подчинява на московската власт в много отношения само номинално. Това събитие е началото на войната между Жечпосполита и Московската държава. Първият етап се развива благоприятно за руско-казашките войски. До 1656 г. те контролират по-голямата част от територията на Жечпосполита. Едновременното шведско движение в Полша принуждава двете страни да подпишат предателското Виленско примирие, срещу което възразява  Богдан Хмелницки.
Битката при Конотоп се разиграва в период, който започва почти веднага след смъртта на Хмелницки през 1657 г. и се характеризира с вътрешното съперничество на казашкото ръководство за власт в Хетманата. Част от старейшините на Запорожската войска, смятайки опитите на руските власти да ускорят процеса на влизане на украинските земи в структурата на Московската държава като нарушение на задълженията, „се освобождават от клетвата си“ към московския цар Вместо това те се връщат на служба при краля на Жечпосполита, чиито войски са успели да изгонят шведите от страната по това време. Преминаването на част от казашките старейшини позволява на поляците да възобновят неуспешната дотогава за тях война на изток и да променят ситуацията в тяхна полза.
Преди смъртта си Хмелницки иска да предаде булавата (церемониалния жезъл на властта във вид на малък боздуган) на единствения си син Юрий (по-големият му син Тимофей, на когото Богдан възлагал надеждите си, загива в молдовската кампания през 1653 г.). Подобно решение не само отговаря на династическите традиции, обичайни за политическата култура по това време, но също така може да охлади амбициите на старейшините и да сложи край на междуособиците. След смъртта на Хмелницки, в започналия смут завещанието на хетмана формално е изпълнено: на Чихиринската рада през 1657 г. казашките старейшини възлагат задълженията на писаря Иван Виховски, но само до пълнолетието на Юрий. Малко по-късно част от казашкото ръководство, с тайната подкрепа на полската шляхта, назначава Иван Виховски за казашки хетман (на Корсунската рада на 21 октомври 1657 г.). Цар Алексей Михайлович одобрява избора.
От самото начало на хетманството си, Виховски не е популярен сред лявобрежните казаци, но получава активна подкрепа от дяснобрежните полкове. Както казва митрополит Михаил Коласийски, който преминава през Хетманат през декември 1657 г.: „Заднепровските черкаси обичат хетмана Иван Виховски. А тези, които са от тази страна на Днепър, и тези дето са черкаси, и цялото простолюдие, не го харесват, а се страхуват, че е поляк и че не бива да има съвет от поляците“.
През 1658 г. хетманът сключва Хадячкия (Гадячки) договор с Жечпосполита и по този начин застава явно на нейна страна във войната с московската държава. Виховски приема титлата Велик хетман на Руското княжество и с политиката си се стреми да създаде трети, руски компонент на Жечпосполита като равноправен и автономен субект. Сеймът обаче, след като одобрява титлата на Виховски, в крайна сметка не ратифицира клаузата на Хадячкия договор за създаването на Руското княжество. Действията на хетмана, насочени към подобряване на отношенията с полската корона, предизвикват неразбиране сред част от казаците. Запорожката Сеч, Полтавският и Миргородският полк се противопоставят на Виховски. За да наложи властта си на казаците със сила, на Виховски се налага, освен на полския крал, да се закълне във вярност и на кримския хан Мехмед IV Гирей, за да получи от него военна помощ.
Призовавайки за помощ кримските татари, Виховски се разправя брутално с въстаналата Полтава през юни 1658 г. Това събитие е началото на гражданска война, която по-късно получава името „Руина“. През август 1658 г. хетманът започва военни операции срещу руските войски: две обсади на Киев, атаки срещу руски гранични крепости, насърчаване на набезите на татарите в руските земи. Както пише авторът на „Хронология на високославните ясновелможи хетмани“: „Този Виховски, от властолюбието свое, руската държава измени и много градове, места и села малорусийски на Ордата за грабеж даде“. Цар Алексей Михайлович, не желаейки война, започва преговори с Виховски за мирно разрешаване на конфликта, които не дават резултат. През есента на 1658 г. Белгородският полк на княз Григорий Ромодановски влиза в Украйна. По време на похода, противопоставящите се на Виховски казаци разграбват Лубни и Пирятин. Войводата княз Ромодановски и черкаските полковници се опитват да предотвратят това, но не успяват. Казаците заявяват, че жителите на тези градове „ги разорявали, изгаряли къщите им и давали жените и децата им на татарите, ... и много братя загинали“.
През ноември Виховски иска мир и потвърждава лоялността си с клетва за вярност към руския цар. Ромодановски се премества с казаците си на зимни квартири в Лохвица. Но още през декември, след като се обединява с кримските татари и полския отряд на Потоцки, Виховски възобновява военните действия, атакувайки руските войски в Лохвица и казаците на Беспалий в Ромни. Действията на Виховски представляват заплаха за южните граници на руската държава, поради което и предизвикват голям поход на руската армия срещу Запорожката войска. Непосредствената причина са зачестилите съобщения на верни на руския цар казаци за подготовката на Виховски за нова кампания срещу Киев.
На 26 март (5 април) 1659 г. войските на княз Алексей Трубецкой започват да се придвижват против Вихвски. По това време е получено известие, че Виховски „изпратил Гришка Гуленицки с черкаси и татари в Конотоп, откъдето те отиват до Путивъл и до Рилск и до Севеск, и тези градове в уездите и селата и селцата изгарят и разоряват, и людете убиват, и в плен взимат“.
Имайки предписания първо да убеди Виховски за мир и да не воюва, Трубецкой прекарва около 40 дни в преговори с посланиците на хетмана. След окончателния провал на преговорите, Трубецкой решава да започне военни действия. На 20 април войските му се приближават до Конотоп и го обсаждат. На следващия ден полковете на княз Фьодор Куракин, княз Ромодановски и хетман Беспалий също пристигат край Конотоп. Полковете построяват три отделни лагера: полкът на Трубецкой стои близо до село Подлипное, полкът на Куракин „от другата страна на града“, полкът на Ромодановски – западно от Конотоп. На 29 април, не желаейки да губи време за обсада, князът заповядва щурм на града. Атаката завършва без успех, загиват 252 души, около 2 хиляди са ранени. Трубецкой отново преминава към обсадна тактика, която, обаче, се усложнява от липсата на големокалибрени оръдия. По време на обсадата Трубецкой провежда няколко експедиции до казашки крепости – Борзна, Батурин, Голтва и Нежин. Най-сериозна съпротива оказват Нежин и Борзна. При последната е изпратен княз Ромодановски с Белгородския полк. Очаквайки силна съпротива, Трубецкой дава на Ромодановски няколко дворянски сотни и рейтарските полкове на полковниците Змеев и Фанстробел, но броят на войските е прекомерно голям. Крепостта е превзета с цената само на 18 загинали и 193 ранени.
Въпреки задържането край Конотоп, кампанията се развива успешно за руската армия. В началото на юни 1659 г. положението на обсадените става критично, жителите на града искат да предадат града. Започват дезертьорства, оглавяващият защитата на града, Гуляницки, се опасява от бунт на гражданите. Той пише на хетман Виховски: „вече и сила не ни остана: такива тежки и силни пристъпи и набези над нас всеки ден и нощ се правят; вече и в рова се окопаха, и водата ни отбиха, и местата на различни занаяти запалват с огнени ядра, а ние нямаме барут и куршуми, с които да се браним; също и живинка казаците нямат никаква, и конете всички опадаха. Смили се, смили се, добродетелю, побързай скоро и помощ ни дайте ... Ние, тук бидейки в такава тежка беда, можем да се браним седмица, а по-нататък не можем да се държим, ще се предаваме“.
Ситуацията се променя, когато кримската войска и основните сили на Виховски пристигат край Конотоп.

## Сили на страните

### Руска армия
По време на обсадата на Конотоп, близо до града са съсредоточени три руски армии – на князете Алексей Трубецкой, Григорий Ромодановски и Фьодор Куракин, както и армията на хетман Иван Беспалий.
| Войводски полк                                                  | Състав | Брой                                                                        |
| --------------------------------------------------------------- | --- | --------------------------------------------------------------------------- |
| Армия на княз Трубецкой (по списъци от 11 април 1659 г.)        | |                                                                             |
| Полк на княз Трубецкой                                          | - Дворяни и болярски синове от 26 града - Рейтарски полк на Венедикт Змеев - Рейтарски полк на Г. Фанстробел - Московски чинове на сотна служба - Приказ на Артамон Матвеев - Приказ на С. Полтев - Приказ на Ф. Александров - Приказ на А. Мешчеринов - Драгунски полк на С. Бринкин - Драгунски полк на И. Мевс - Драгунски полк на Яган Гавиш Фанговен - Властни болярски синове | - 2480 - 1272 - 1090 - 1059 - 920 - 886 - 800 - 800 - 782 - 533 - 510 - 438 |
| Полк на околничния Бутурлин                                     | - Дворяни и болярски синове от 17 града | - 732                                                                       |
|                                                                 | | Общо: 12 302                                                                |
| Армия на княз Ромодановски (по списъци от 5 юни 1659 г.)        | |                                                                             |
| Полк на княз Ромодановски                                       | - Полкове на Филип Фанбуковен, Я. Лесли, Я. Краферт, Я. Фанзагер - Рейтарски ескадрони на В. Фангален и Я. Саса - Дворяни и болярски синове от Белгород - Драгунски полк на Я. Инвалт - Донски казаци и новопокръстени - Копеен ескадрон - Московски чинове на сотна служба | - 4298 - 1091 - 1066 - 390 - 250 - 221 - 17                                 |
|                                                                 | | Общо: 7333                                                                  |
| Армия на княз Куракин (по списъци от 1 януари 1659 г.)          | |                                                                             |
| Полк на княз Куракин                                            | - Прикази на С. Скорняков-Писарев, Авраам Лопухин, В. Философов - Дворяни и болярски синове от Рязан и Кашира - Дворяни и болярски синове от Тула и Коломна - Кадомски мурзи и татари | - 2706 - 1344 - 434 - 218                                                   |
| Полк на околничния княз Пожарски и полк на околничния княз Лвов | - Драгунски полк на Х. Юнгман - Прикази на З. Волков и М. Спиридонов - Касимовски и шацки мурзи и татари | - 768 - 673 - 329                                                           |
|                                                                 | | Общо: 6472                                                                  |

По време на Конотопската битка, поради загубите и изпратените по заповед на В. Философов в гарнизона на Ромен, в полка на княз Куракин има 5000 души. През юни 1659 г. към полка на княз Трубецкой се присъединяват: войнишкият (усилен инженерен) полк на Николай Бауман – 1500 души, рейтарският полк на Уилям Джонстън – 1000 души, московски и градски дворяни и болярски синове – 1500 души.
По този начин, общият брой на руските войски по време на битката е около 28 600 души. Отрядът на хетман Иван Беспалий се състои от 6660 казаци.

### Коалиция на кримските татари и Виховски
| Сили                                              | Състав | Брой |
| ------------------------------------------------- | --- | --- |
| Армия на хан Мехмед Гирей                         | | |
|                                                   | - Капикулу - Сеймени - Лансери - Отряд на Ор бей (владетел на крепостта Ор) - Отряди на кримските родове Седжеут, Барин и Аргън - Отряд на ногайския род Мансур - Ногайски племена от Урмамбет, Урак, Шейдяка - Ногайци от Буджакската орда - Ногайци от Азовската орда - Турски еничари - Темрюкски черкези | - около 3000 - около 4000 - около 500 - около 3000 - около 2000 - около 2000 - около 7000 - от 5000 до 10 000 - около 3000 - 240 - 200 |
|                                                   | | Общо: около 30 – 35 хиляди |
| Казашки полкове на хетман Виховски                | | |
| Дяснобрежни                                       | - Умански полк на Михайло Ханенко - Черкаски полк на Фьодор Джулай - Каневски полк на Иван Лизогуб - Калницки полк на Иван Вертелецки - Паволоцки полк на Иван Бохун - Белоцерковски полк на Иван Кравченко - Поднепрянски полк на Остафий Гогол                                                             | |
| Лявобрежни                                        | - Черниговски полк на Йоникий (Аникей) Силич - Переяславски полк на Тимофей Цецюра - Прилуцки полк на Петро Дорошенко | |
|                                                   | | Общо: 16 хиляди |
| Наемни хоругви                                    | | |
| Полско-литовски хоругви от полка на Иля Виховски  | - Хетманска хоругва на поручик К. Ласка - Хоругва на Наборовски - Хоругва на Понятовски - Хоругва на Магдаленски - Драгуни и пехота на майор Ян Зумир (3 хоругви) | |
| Полско-литовски хоругви от полка на Юрий Виховски | - Полковническа хоругва - Хоругва на Шодоровски - Хоругва на Волински - Драгуни на майор Вилхелм Рудолф | |
| Сръбски и влашки хоругви                          | - Хоругва на Василий Дрозд - Хоругва на Константин Михалевски | |
|                                                   | | Общо: от 1,5 до 3 хиляди |

От полския отряд на Анджей Потоцки, който през декември 1658 г. пристига да помогне на Виховски, край Конотоп е изпратен само драгунският полк на полковник Йозеф Лончински (около 600 души с 11 хоругви).

## Ход на битката

### Обкръжаване на отряда на княз Пожарски от войските на кримския хан
На 28 юни 1659 г. кримските татари нападат малобройните конни стражеви отряди, охраняващи лагера на руската армия на Трубецкой, обсаждащи Конотоп, след което се оттеглят зад рекичката Куколка (Сосновка). Княз Трубецкой с бойците си „излезе зад обоза и от обоза дружинниците на болярина и войвода княз Алексей Никитич Трубецкой и на столника княз Фьодор Куракин околничния с господарските ратни люде от техните полкове тръгнаха срещу онези изменници черкаси и татари в село Сосновка до прехода през реката“. Основните сили на руската войска остават край Конотоп. Към Сосновка е изпратен конен отряд под командването на князете Семьон Пожарски и Семьон Лвов (около 4 хиляди души), както и верните на руския цар казаци-запорожци на хетман Иван Беспалий с полковниците Григорий Иванов и Михаил Козловски с „Войската Запорожка с две хиляди люде“.
Пожарски напада татарите на нуреддин султана Адил Гирей (вторият престолонаследник) и наемниците, нанася им поражение и ги прогонва в югоизточна посока. Пожарски и Лвов, преследвайки бягащите татари и германски драгуни, се придвижват към селото и местността Пустая Торговица, когато многохилядната армия на хана излиза от гората и се оказва в тила на руския отряд. Шотландецът Патрик Гордън описва случващото се по следния начин: „Пожарски преследваше татарите през калта и блатото. Ханът, който незабелязано стоеше с войската в долината, изведнъж се измъкна оттам на три огромни, като облаци, маси“.
Отрядът на Пожарски, наброяващ около 6 хиляди души, попада в засада. Руският отряд е атакуван от 40-хилядна армия, която включва кримските татари под командването на хан Мехмед IV Гирей и наемници. Пожарски се опитва да обърне отряда си по посока на основната атака на ханските войски, но не успява. Изстрелвайки хиляди стрели, татарите продължават атаката. От придадените към Пожарски рейтари само един полк (на полковник Фанстробел) „успя да се обърне с фронт и да даде залп от пушките право в упор по атакуващата татарска конница. Това обаче не можа да спре ордата и след кратък бой полкът беше унищожен“. По думите на Наим Челеби, „татарските смъртоносни стрели се ръсеха като дъжд“.
Имайки значително превъзходство в жива сила, кримските татари успяват да обкръжат отряда на Пожарски и да го разбият в близкия бой. По думите на Гордън „ханът, като твърде пъргав за руснаците, ги обкръжил и надмогнал, така че малцина били спасени“. Казаците на хетман Беспалий, за които пише Алексей Михайлович, също загиват: „...при това, Господарю, в боя на княз Семьон Петрович Лвов и княз Семьон Романович Пожарски, всички бяха смъртно убити, със сила, Господарю, през войските на Виховски и кримскотатарски, няколко десетки души си пробиха път към войската до табора“. Самият княз Семьон Пожарски, биейки се с враговете до последната възможност, „и мнозина ... посичаше и храбростта своя велика простираше“, попада в плен.
За упорития характер на боя свидетелстват описанията на раните на онези, успели да се измъкнат от обкръжението и да стигнат до лагера на Трубецкой: „Борис Семьонов, син на Толстой, „той беше посечен през дясната буза и носа със сабя, и с лък беше прострелян през дясната му ръка под лакътя“, Михайло Степанов, син на Голенишчев Кутузов (прародител на великия фелдмаршал М. И. Кутузов) „беше сечен със сабя по двете бузи, по лявото рамо и по лявата ръка“, Иван Ондреев, син на Зибин „по главата посечен със сабя и в дясното слепоочие от окото до ухото прострелян от лък“.
Хетман Виховски не участва в този бой. Казашките полкове и полски хоругви се приближават до прехода през рекичката няколко часа след битката, на втория ѝ етап, когато отрядът на Пожарски вече е обкръжен.

### Отбрана на княз Ромодановски на прехода през реката
Получавайки сведения за сблъсъка на отряда на Пожарски с големи вражески сили, Трубецкой изпраща конни части от войводския полк на княз Григорий Ромодановски на помощ: около 3000 конници дворяни и болярски синове, рейтари и драгуни от Белгородския полк. Войските на Виховски излизат насреща, до прехода през реката. След като научава от избягалите от обкръжението, че отрядът на Пожарски вече е унищожен, Ромодановски решава да организира отбрана на река Куколка. Резервният полк на полковник Венедикт Змеев (1200 души) и 500 дворяни и болярски синове от войводския полк на Андрей Бутурлин са изпратени да подсилят Ромодановски.
С трикратно числено превъзходство на прехода през Куколка, Виховски не успява да постигне успех. Ромодановски, бързайки с кавалерията си, се укрепява на десния бряг на реката край село Шаповаловка. Битката продължава до късно вечерта, всички атаки са отблъснати. Авторът на „Ритмована хроника“ пише, че Виховски дори „се зарил в земята“ – „заседна в окопите с драгуните и оръдията“, но „казаците на Виховски с оръдия атакували малко, защото поради силната съпротива на Москва те не искали да се подлагат на опасност“. Предвид ниския боен дух на казаците, много от които са събрани насила под заплахата да предаде семействата им в робство на татарите, на Виховски се налага да разчита на полско-литовските отряди.
Към вечерта драгуните на полковник Йозеф Лончински и наемниците на Виховски (литовския капитан Ян Косаковски) успяват да превземат прехода с бой. За успехи в боя казашките източници не споменават. Самият Виховски признава, че именно „драгуните са изтласкали от прехода“ руските части. Решаващите фактори за поражението на Ромодановски обаче са излизането на врага в тил на защитниците и обходния маньовър на кримския хан от страната на Торговица през реката. Дезертьор от полковете на Беспалий „прибягайки от заднепряните до Виховски ... за помилване за себе си показа таен преход в блатото, на миля от там, за който Москва не знаеше“ („Ритмована хроника“). „Татарите по това време, идвайки от двете страни, господарските ратни люде удариха и на господарските ратни люде полковете и сотните размесиха“, спомнят си участвалите в битката донски казаци Е. Попов и Е. Панов. На Ромодановски се налага да се оттегли към обоза на армията на княз Трубецкой. Първият ден от битката завършва с отстъплението на княз Ромодановски.

### Обсада на лагера на Трубецкой и отстъпление на руската армия
На 29 юни войските на Виховски и кримския хан настъпват към лагера на княз Трубецкой близо до село Подлипное и започнали по обоза и в обоза да стрелят от оръдия и повели към обоза шанци, опитвайки се да обсадят лагера. По това време княз Трубецкой успява да завърши обединението на лагерите на армията си. Последва артилерийски дуел.
През нощта на 30 юни Виховски решава да щурмува. Атаката завършва с неуспех и в резултат на контраатака на руската армия войските му са изтласкани от окопите си. По време на нощната битка самият Виховски е ранен. Още малко и войската на Трубецкой овладяла би (нашия) табор, тъй като вече бе пробила в него”, спомня си самият хетман. Войските на хетмана и хана са отхвърлени назад на 5 версти и застават зад село Сосновка, връщайки на позициите си отпреди щурмуването на сосновския (през река Куколка-Сосновка) преход. След това настъпва двудневно затишие.
Въпреки успеха на нощната контраатака на армията на Трубецкой, стратегическата ситуация в района на Конотоп се променя. Продължаването на обсадата на Конотоп, с многобройни врагове в тила, става безсмислено. На 2 юли Трубецкой вдига обсадата от града и армията под прикритието на движещия се обоз (т.нар. строй вагенбург или гуляй-город) започва да се оттегля към река Сейм: „Юли във втория ден боляринът и войвода княз Алексей Никитич Трубецкой с дружинниците и с всички на Великия Господар ратни рюде, с конни и пеши, и хетман Иван Беспалой с полка си, устройвайки обоза, тръгнали към река Сейм“.
На миля от Конотоп, Виховски и ханът се опитват да нападнат отстъпващата армия. Този опит отново се проваля. По думите на пленените, загубите на Виховски и хана възлизат на около 6000 души. В този бой големи загуби също понасят и наемниците на Виховски. Братята на хетмана, полковниците Юрий и Иля Виховски, които командват наемнически хоругви, си спомнят, че „по това време на пристъпите на казашките войски и татари бяха убити много, и на ляхската войска бяха убити маери и хорунжии и капитани и други начални много люде“. Загубите на руската страна се оказват минимални. Хетман Беспалий докладва на царя: „към табора, Господарю, нашия жестоки пристъпи неприятелите правиха, и, по милост Божия ... ние отпор давахме на тези неприятели и загуби никакви не отнесохме, и много от тези неприятели на отстъплението и в похода убивахме, и пристигнахме, Господарю, до река Сейм дал Бог здраве“.
На 4 юли става известно, че войводата на Путивъл, княз Григорий Долгоруков, излиза на помощ на армията на княз Трубецкой. Но Трубецкой нарежда на Долгоруков да се завърне в Путивъл, казвайки, че има достатъчно сили за защита срещу врага. На същия ден руските войски пристигат на река Сейм и започват преминаването ѝ. То продължава от 4 до 10 юли. От 4 до 6 юли войските на хана и Виховски се опитват да атакуват армията на Трубецкой и водят артилерийски огън. Те успяват да разбият с артилерията си няколко фургона от обоза, но не успяват да нанесат големи щети на войската на княза. На 10 юли, след като завършва преминаването на реката, Трубецкой отива в Путивъл. Според преводача Фролов, който е член на руската делегация, задържан от хетмана и който по това време е в лагера на Виховски, в резултат на нападенията, войските на хана и хетмана на обоза нищо не направиха, а губят черкаси 3000 и татари 500 човека убити. Значителна роля в ариергардните битки изиграва полковник Николай Бауман, който за проявената храброст, с указ на царя, е удостоен със званието „генерал-поручик“ за първи път в руската история.

## Загуби
Според Наим Челеби първоначално те искали да освободят руските пленници за откуп (според обичайната практика от онова време), но това е отхвърлено от „далновидните и опитни татари“: ние „... трябва да употребим всички старания да засилим враждата между руснаци и казаци, и напълно да преградим пътя им към помирение; ние трябва, без да мечтаем за богатство, да се решим да ги посечем всичките ... Пред ханската палата те отразали главите на всички значими пленници, след което всеки воин отделно предал на меча останалия негов дял пленници.“.
Според руски архивни данни „Всичко на конотопския на големия бой и на отхода: от полка на болярина и войводата княз Алексей Никитич Трубецкой с дружинници от московския чин, градски дворяни и синове болярски, и новопокръстени, мурзи и кримски татари, и казаци, и от рейтарския строй начални люде и рейтари, драгуни, войниците и стрелци убити и в плен взети 4769 човека“. Основните загуби са от отряда на княз Пожарски. Командирът на рейтарския полк, шотландецът Уилям Джонстън, е убит. Рейтарският полк на Анц Георг фон Щробел (Фанстробел) е почти изцяло унищожен, загубите му възлизат на 1070 души, включително полковник, подполковник, майор, 8 ротмистри, 1 капитан, 12 поручика и прапоршчика. Запорожката войска, според доклада на хетман И. Беспалий, губи около 2000 казаци. Основните загуби на армията падат върху кавалерията, пехотата за цялото време на сражението губи само 89 души убити и пленени. Общите загуби на армията на княз Трубецкой по време на отстъплението към Путивъл възлизат на около 100 души.
Убити или екзекутирани след битката са двама околнични: С. Пожарски и С. Лвов; столника Е. Бутурлин, 3 стряпчии: М. Сонин, И. Измайлов, Я. Крекшин, 79 московски дворяни и 164 жилци. Общо 249 „московски чинове“. Семьон Пожарски по заповед на хана е екзекутиран. Сотникът от Нежинския полк Забела, който присъства на екзекуцията на Пожарски, разказва на княз Трубецкой: „ханът разпитал околничния княз Семьон Романович за побоите над татарите, а какви побои, не е известно, и околничният княз Семен Романович на хана говорил противно и на изменника Ивашко Виховски измяната порицавал пред хана. И за това той ханът околничния княз Семен Романович заповяда пред него да съсекат...“. Като причина се казва още, че княз Пожарски се изплюл в лицето на кримския хан.
На Трубецкой се налага да изостави в шанците пред града три обсадни мортири, от които едната – тежка, четири обсадни оръдия, „които на земята лежаха“, 600 ядра и 100 гранати.
Загубите на Виховски възлизат на около 4 хиляди души, кримските татари губят 3 – 6 хиляди души.

## Причини за поражението на руските войски
Според полския историк Петър Крол следните фактори оказват влияние на загубата на руските войски:
- Пасивната обсадна стратегия, избрана от Трубецкой (отчасти обяснена с недостатъчното сили на негово разположение), довела до преминаването на тактическата инициатива към силите на Виховски;
- Липсата на надеждни разузнавателни данни за вражеските сили и тяхното недооценяване;
- Разногласия в руското командване.

На свой ред казашко-татарските сили, според Крол, компетентно планират битката (по-специално казашката пехота заема стратегически изгодна позиция) и демонстрират високи бойни качества, които им позволяват да реализират своето предимство.

## Брой и загуби на армиите край Конотоп
В редица повествователни източници (доклада на Виховски, полски съобщения от 17 век, летописите на самовидеца и на Величко) броят на руската армия се оценява от 100 до 150 хиляди души, а загубите от 30 до 50 хиляди души. Тези данни се повтарят от историци от 19 век. Така, според руския историк Сергей Соловьов, армията на Трубецкой се състои от 100 – 150 хиляди воини, а загубите край Конотоп възлизат на около 30 хиляди. Известно е неговото изказване, че „цветът на московската конница, извършила щастливи походи през 1654 и 1655 г., загива за един ден“.
Тези цифри се повтарят от редица украински историци. Юрий Мицик съобщава, че „под стените на Конотоп се е състояла генерална битка между руски и украински войски ... тогава на бойното поле останали труповете на 50 хиляди от цвета на московската конница“. Киевският историк Андрей Булвински заключава, че боевете край Конотоп по „общите загуби на протиборстващите страни (40 000 души) ... надминават известните битки при Корсун, Берестечко, Батог, Дрожи-поле и Чуднив.“.
В същото време участниците в битката от страна на Виховски разказват за колосални загуби на хетмана – само казаците имат 12 000 убити.
Подобна оценка на събитията, както и на броя на участниците и загубите от руска страна, не се потвърждава от повечето съвременни историци. Според американския историк Брайън Дейвис „изказването на Соловьов е вярно само в смисъл, че минимум 259 от убитите и затворниците са принадлежали към офицерските чинове – жилци и нагоре.“.
Историци като Александър Малов, Николай Смирнов, И. Бабулин критикуват пристрастния подход на украинските изследователи към източниците. Н. Смирнов отбелязва например, че на А. Булвински, „съдейки по отметките на листите на използваните документи на РГАДА (Руският държавен архив за старинни документи), са били известни много руски документи за Конотопската битка. Той обаче е предпочел да използва в работата си само един от тях, който изобщо не се отнася до боя от 28 юни 1659 г.“.
За да събере огромна армия от 100 – 150 хиляди души, Русия би трябвало да изпрати почти всички свои войски в Украйна. Според данни за мобилизационната способност на Руската държава в средата на 17 век е известно, че „според годишните списъци (разчети) от 1651 г. общият брой на военнослужещите е 133 210 души, като се е увеличил за последните двадесет години с 40 хиляди души, или с 45%. Това са: дворяни и болярски синове – 39 408 души (30%), стрелци – 44 486 (33,5%), казаци – 21 124 (15,5%), драгуни – 8107 (6%), кримски татари – 9113 (6,5%), украинци – 2371 (2%), пушкари – 4245 (3%), чужденци – 2707 (2%), и засечната стража.“.
Трябва да се отбележи, че историците са установили много сериозни неточности в повествователните източници, които някои автори използват. Съобщенията на Виховски и полските участници са отчасти пропагандни листове, те са разпространявани и цитирани, сдобивайки се с нови детайли и подробности.
Вместо Летопис на самовидеца и други повествователни източници, за метод за преброяване на войските, чиито брой е неизвестен, съвременните изследователи, включително западните, като правило използват неизвестни дотогава архивни документи на Руската държава, като списъци на полкове и отчети за загубите в Разрядния приказ. Списъците със загуби от приказа не са летопис или хроника на отделно лице, което не разполага с точната информация, а документален доклад, предоставен от войводата директно на царя. Документацията на руските прикази е изготвяна преди всичко в интерес на контрола върху финансите и снабдяването на войската.
В работата си от 2010 г. полският историк Петър Крол, експерт по военното дело от 17 век, се съгласява със заключенията на Игор Бабулин относно броя и загубите на руската армия край Конотоп и реконструкцията на хода на битката.
От друга страна, Татяна Таирова-Яковлева в своя рецензия от 2012 г. на труда на Бабулин „Княз Пожарски и битката при Конотоп“ смята подхода на автора към източниците за странен и селективен. Тя го критикува за прекомерното абсолютизиране на точността на документите на Разрядния приказ като цяло и смята материалите на РГАДА за непълни и разпръснати. В отговор на нейната рецензия, Игор Бабулин изразява мнение, че безгранично доверявайки се на информацията от казашките летописи и полските хроники, Таирова-Яковлева изказва неоснователни съмнения не само относно пълнотата на запазените писмени източници, но и относно надеждността на руските материали.

## Значение и последици от битката
Армията на Трубецкой, понесла сериозни загуби, вече не може да участва във военни операции на територията на Хетманата. Войводата Шереметев остава отрязан в Киев и е принуден да прибегне до набези в околните градове и села.
Пред опустошаването на южните гранични зони на Русия, чак до Воронеж и Усман, няма повече пречки. През август 1659 г. кримските татари предприемат кампании срещу 18 волости, повечето от които са разположени извън Белгородската засечна линия. В резултат на това са изгорени 4674 имения, 25 448 души са взети в плен. Трубецкой получава заповед да се предислоцира в района между Путивъл и Севск, за да отблъсне по-нататъшни атаки.
Според показанията на шведския дипломат А. Мюлер, в първите дни на юли 1659 г. в Москва сред жителите на града, които се страхували от татарско нападение, царяла паника; разпространявали се слухове, че Трубецкой е загубил повече от 50 хиляди души. Това повлиява на руско-шведските мирни преговори, които се провеждат по това време: на 7 юли руското правителство се съгласява да върне всички шведски военнопленници в родината им и спешно изпровожда шведските посланици. Всякакви престъпници се възползват от суматохата: от Каширски, Коломенски и други уезди хора бягат към градовете, плашейки жителите с кримскотатарско настъпление и едновременно плячкосвайки по пътищата и опустошавайки селата. На 6 август Алексей Михайлович изпраща обсадни войводи в шест манастира близо до Москва. Царят кани патриарх Никон да се премести от неукрепения Възкресенски в по-надеждния Калязински манастир. През август по заповед на Алексей Михайлович са извършени интензивни земни работи за укрепване на Москва. Соловьов твърди, че „самият цар с болярите често присъства на работите; околните жители със семействата си, вещите си изпълваха Москва и имаше слух, че господарят заминава за Волга, за Ярославъл.“.
След сблъсъка в Конотоп политическата власт на хетман Виховски и легитимността му за избирането му за хетманския пост след смъртта на Богдан Хмелницки, първоначално поставяна под въпрос, обаче спадат още повече. Разочаровани от хетмана, съратниците на Виховски решават да го свалят от власт. Всъщност битката при Конотоп е опит с военни мерки за укрепване на политическата и лична власт на Виховски, която казаците отказват да признаят. Резултатът е точно обратния. Веднага след оттеглянето на Трубецкой в Путивъл в Хетманата избухват селски и градски въстания, подхранвани от действията на кримските татари, съюзени с Виховски, които ограбват селски и казашки селища, и отвеждат жени и деца в робство.
| „                                                   | Царска Похвална Грамота на хетмана Иван Беспалий за неговата служба от 5 август 1659 По Божията милост, от великия господар царя и велик княз Алексей Михайлович, на вся Велика и Мала и Бяла Русия самодържец, и на много господарства и земи Източни и Западни и Северни отчича и дедича и наследник и господар и обладател, наше царско величество, на войската Запорожка новоизбрания, до нашия на царско величество указ, на хетмана Иван Безпалий и на цялата войска Запорожка и народ нашето на великия господар милостиво слово. В нинешния в 167 година, юли в 26-ия ден... обявявайки нам на великия господар вярна служба, как вие, бидейки с нашия на великия господар близък болярин и войвода и наместник Казански, с княз Алексей Никитич Трубецкой с дружинници и с ратни люде, под Конотоп против изменниците сте стояли и помисли чинили, и как вие с нашите на великия господар ратни люде против нашите на великия господар изменници Ивашка Виховски и Черкас и против Кримския хан и Татар сте се били... И ние великия господар, наше царско величество, вас, нашия на царско величество поданик, за вашата вярна служба, благоволим, милостиво похвалваме... Писан в нашия царствующ град Москва, лето 7167, август в 5 ден. Запечатана с държавния голям печат, под гладка кустодия. | “ |
| Акты, относящиеся к истории Южной и Западной России | |   |

На Виховски се противопоставя и неотдавнашният му съюзник Иван Бохун, който вдига въстание в Дяснобрежна Украйна. По това време Виховски обсажда Хадяч, който е защитаван от полковник Павел Охрименко (Ефремов) с 2 хиляди казаци и 9 сотни „градски люде“. Обсадата се проточва. Виховски и „ханът кримски с всичките си сили стояха три седмици и атакуваха с жестоки пристъпи“.
По време на обсадата на Хадяч „княз Алексей Никитич Трубецкой ... и хетман Безпалой ... изпратили от себе си на Запорожието Серку, така че той над Кримските улуси чинил помисли“. Запорожкият кошев атаман Иван Серко атакува ногайските улуси, изпълнявайки указанията на княз Трубецкой и хетман Беспалий. Това принуждава кримския хан да остави Виховски и да се завърне с армията си в Крим. След този поход Иван Серко със Запорожската войска се придвижва срещу хетмана и побеждава полковник Тимош, изпратен от Виховски да го пресрещне.
Скоро към въстаналите срещу Виховски градове Ромни, Хадяч, Лохвица, се присъединява и Полтава, умиротворена от Виховски предната година. Някои духовници също му се противопоставят: Максим Филимонович, протопоп от Нежин, и Семьон Адамович, протопоп от Ичня. Към септември 1659 г. клетва към „Белия цар“ дават бившите съюзници на Виховски в Конотопската битка: киевския полковник Иван Екимович, переяславския – Тимофей Цецюра, черниговския – Аникей Силич.
Казаците-наемници на Виховски, „които бяха ляхи и немци в Переяславъл, и в Нежин, и в Чернигов, и в други места ... всички те били до смърт с три хиляди души“. Полковник Тимофей Цецюра донася на киевския войвода Василий Шереметев „знамето на изменника Ивашка Виховски, и корнет маеора Ян Зумир“. Черниговският полковник Аникей Силич залавя полковниците Юрий и Иля Виховски, майор Зумер (Зумир) и други. На 12 септември пленниците и знамената са изпратени в Москва.
Полковник Тимофей Цецюра, който воюва на страната на Виховски край Конотоп, казва на Шереметев, че полковниците и казаците се били с руските ратни люде „по голяма неволя, боейки се от изменника Ивашка Виховски, че той много полковници, които не поискали да послушат, заповядал да посекат, а други разстрелял и бесил, а много казаци с жените и децата дал в Крим на татарите“.
След Чуднивската битка Цецюра отново преминава на страната на Жечпосполита.
Казаците от Киевския, Переяславския и Черниговския полкове, както и запорожските казаци под командването на Иван Серко, издигат кандидатурата на нов хетман – Юрий Хмелницки. Изборът се състои на казашкия съвет в град Гармановци край Киев. „И знамето, и булавата, и печата, и всякакви дела Войскови от Виховски взеха и ги дадоха на Юрий“. В Гармановци са съсечени посланиците на Виховски, Сулима и Верешчак, които по-рано подписват Хадячкия договор – споразумението между Виховски и поляците, провокирало военната кампания от 1659 година.
На 17 октомври 1659 г. казашкият съвет в Била Церква окончателно одобрява Юрий Хмелницки за нов хетман на казаците. Виховски е принуден да се откаже от властта и официално да предаде хетманските клейноди на Хмелницки. На радата цялата Запорожка войска „се подчинила под неговата на Великия Господар самодържавна ръка във вечно поданство както преди“. Самият Виховски с въоръжен отряд от верни казаци отстъпва към Подолието, където през ноември е настигнат и победен в битката при Хмелник от царските ратници на киевския войвода Василий Шереметев, и от казаците на Яким Сомко и Василий Золотаренко. Виховски успява да избяга при поляците, които впоследствие го екзекутират по обвинение в държавна измяна.
След избирането си Юрий Хмелницки подписва през 1659 г. нов договор с Руското царство, който значително ограничава властта на хетманите.
Най-голяма полза от битката при Конотоп получава Кримският хан, който през август 1659 г., опустошавайки земите на Елецкия, Ливенския, Новосилския, Мценския, Курския, Болховския, Воронежкия и други уезди, отвежда в Крим над 25 000 души.
Конотопската битка е първата от поредицата битки, загубени от руската армия по време на руско-полските войни. В резултат на това войната завършва с Андрусовското примирие, което води до разделяне на Хетманата по Днепър на Дяснобрежна и Лявобрежна Украйна. Това е последица от постигането на нов баланс на силите в региона и юридическо потвърждение на разделението на самия Хетманат, където през 1663 г. положението се затвърждава с избора на двама хетмани – прополски в Дяснобрежна и проруски в Лявобрежна.
През 1667 г. по заповед на хетман Иван Брюховецки, в памет на православните воини, загинали в битката, е построена дървена църква „Възнесение Господне“, по-известна сред хората под името Сорокосвятска. Понастоящем на нейно място е катедралата „Свето Възнесение Господне“.

## Битката при Конотоп в съвременността

### В изкуството
Редица украински историци (Михаил Грушевски и други) оценяват действията на Виховски, довели до битката при Конотоп, като борба за независимост. Украинските историци започват активно да изучават дейността на хетман Виховски в края на 90-те години на XX – началото на XXI век.
Сред руските историци преобладава друго разбиране за битката, нейното значение и ролята ѝ в исторически контекст. Според историците Сергей Плохий и Татяна Таирова-Яковлева както руските, така и украинските историци, които изучават Конотопската битка, се намират под влиянието на политическата конюнктура и идеологически клишета.

### Събития и политика
На 22 февруари 2008 г. в село Шаповаловка, Конотопски район на Сумска област, са издигнати кръст и параклис на мястото на Конотопската битка. Там е открита и музейна експозиция „История на Конотопската битка през 1659 г.“.
Като част от събитията, посветени на 350-годишнината от битката при Конотоп, украинските власти обявяват открит конкурс за най-добро проектно предложение за създаване на исторически и мемориален комплекс на казашката чест и доблест в град Конотоп и в село Шаповаловка.
На 11 март 2008 г. украинският президент Виктор Юшченко подписва указ за честването на 350-годишнината от битката при Конотоп. С него Юшченко възлага на Кабинета на министрите на Украйна, Министерския съвет на Автономна република Крим, на Киевската и Севастополската градски администрации да проучат въпроса за преименуването на улици, алеи, площади и военни части в чест на героите от битката при Конотоп. Дългият списък с празнични събития, включително заснемането на документален филм, включва въвеждането в обращение на специална възпоменателна монета, както и на пощенска марка, плик и специално пощенско анулиране. Този указ предизвиква широк обществен отзвук както в Украйна, така и в чужбина.
На 10 юни 2008 г. руското Министерство на външните работи изразява „недоумение и съжаление“ относно желанието на Украйна да отпразнува 350-годишнината от битката при Конотоп. Руското външно министерство смята това събитие просто за „кървава битка заради поредното предателство на поредния хетман“.
Ръководителят на пресслужбата на Министерството на външните работи на Украйна Василий Кирилич заявява, че честването на исторически дати, включително 350-годишнината от битката при Конотоп, е изключително вътрешен въпрос на Украйна. Освен това Кирилич смята, че битката при Конотоп в украинската история е още един етап в борбата на украинския народ за независимост. Според Юшченко битката при Конотоп е „една от най-големите и славни победи на украинското оръжие“.
Творби за битката са написани от украинските поети Яр Славутич, Олена Телига, П. Карпенко-Криница.
Много песни, посветени на битката, са включени в репертоара на кобзарите.
През 1966 г. композиторът и бандурист Григорий Китастий създава монументално произведение, основано на украинския казашки фолклор.
„Фатална грешка“ е исторически роман на Тимур и Олга Литовченко, посветен на 355-годишнината от Конотопската битка.